# Knud Andersen (zoolog)
Knud Christian Andersen, född 29 april 1867 i Frederiksberg, död juni 1918 i England, var en dansk zoolog. Hans forskning var främst inriktad på fladdermöss.

## Biografi
Andersen arbetade mot slutet av 1800-talet först som ornitolog och bedrev fältstudier på Färöarna. År 1901 gav Ferdinand av Bulgarien honom en anställning på Sofia zoologiska museum. På grund av irritation över arbetsförhållandena där lämnade han snart denna plats. År 1904 anställdes han av British Museum för att forska om fladdermöss i Stilla havet, i Sydostasien och i Queensland. Han var speciellt intresserad av släktena Pteropus (tillhörande flyghundarna) och hästskonäsor, av vilka han beskrev 15 nya arter. 
Andersen publicerade 13 vetenskapliga artiklar om sydostasiatiska hästskonäsor. Hans mest kända verk är hans katalog över ordningen Chiroptera (fladdermöss) i British Museums samling, som innehåller till de mest omfattande arbetena om flyghundar. 
Andersen valdes till ledamot av Zoological Society of London (ZSL) 1909. År 1918 försvann han mystiskt och hans kropp har aldrig hittats.

## Tillskrivna arter
Rhinolophus anderseni (1909 av Ángel Cabrera, inte längre ett giltigt taxon, underarterna anderseni och aequalis anses idag vara synonymer av arten Rhinolophus arcuatus och Rhinolophus acuminatus). Dobsonia anderseni (1914 av Oldfield Thomas), Artibeus anderseni (1916 av Wilfred Hudson Osgood).

## Arter beskrivna av Knud Andersen
- - Acerodon humilis K. Andersen 1909
  - Dobsonia praedatrix K. Andersen 1909
  - Dobsonia inermis K. Andersen 1909
  - Dobsonia exoleta K. Andersen 1909
  - Eonycteris major K. Andersen 1910
  - Pteropus cognatus K. Andersen 1908
  - Pteropus intermedius K. Andersen 1908
  - Pteropus lylei K. Andersen 1908
  - Pteropus speciosus K. Andersen 1908
  - Pteropus pelewensis K. Andersen 1908
  - Pteropus pilosus K. Andersen 1908
  - Pteropus yapensis K. Andersen 1908
  - Rousettus celebensis K. Andersen 1907
  - Macroglossus sobrinus K. Andersen 1911
  - Nyctimene minutus K. Andersen 1910
  - Nyctimene cyclotis K. Andersen 1910
  - Nyctimene certans K. Andersen 1912
  - Pteralopex anceps K. Andersen 1909
  - Rhinolophus nereis K. Andersen 1905
  - Rhinolophus monoceros K. Andersen 1905
  - Rhinolophus madurensis K. Andersen 1918
  - Rhinolophus simulator K. Andersen 1904
  - Rhinolophus virgo K. Andersen 1905
  - Rhinolophus thomasi K. Andersen 1905
  - Rhinolophus subrufus K. Andersen 1905
  - Rhinolophus sinicus K. Andersen 1905
  - Rhinolophus robinsoni K. Andersen 1918
  - Rhinolophus shortridgei K. Andersen 1918
  - Rhinolophus sedulus K. Andersen 1905
  - Rhinolophus stheno K. Andersen 1905
  - Rhinolophus inops K. Andersen 1905
  - Rhinolophus celebensis K. Andersen 1905
  - Rhinolophus cognatus K. Andersen 1906
  - Rhinolophus eloquens K. Andersen 1905
  - Rhinolophus darlingi K. Andersen 1905
  - Hipposideros nequam K. Andersen 1918
  - Hipposideros pomona K. Andersen 1918
  - Hipposideros beatus K. Andersen 1906
  - Hipposideros dinops K. Andersen 1905
  - Artibeus aztecus K. Andersen 1906
  - Artibeus hirsutus K. Andersen 1906
  - Nycteris aurita (K. Andersen 1912)
  - Nycteris gambiensis (K. Andersen 1912)
  - Nycteris major" (K. Andersen 1912)
  - Nycteris nana (K. Andersen 1912)
  - Nycteris tragata (K. Andersen 1912)
  - Nycteris woodi K. Andersen 1914
  - Mormopterus doriae K. Andersen 1907
  - Dobsonia crenulata K. Andersen 1909